# Eudiaptomus padanus
Eudiaptomus padanus är en kräftdjursart som först beskrevs av Burckhardt 1900.  Eudiaptomus padanus ingår i släktet Eudiaptomus och familjen Diaptomidae. Inga underarter finns listade i Catalogue of Life.